# Liste der Bodendenkmale in Nordharz
In der Liste der Bodendenkmale in Nordharz sind alle Bodendenkmale der Einheitsgemeinde Nordharz und ihrer Ortsteile aufgelistet. Grundlage ist die Veröffentlichung der Landesdenkmalliste mit Stand vom 25. Februar 2016.  Die Baudenkmale sind in der Liste der Kulturdenkmale in Nordharz aufgeführt.
| Denkmal-ID | Fundart            | Ortsteil    | Bezeichnung                                   | Zeitstellung | Lage                                                                          | Bemerkungen | Bild |
| ---------- | ------------------ | ----------- | --------------------------------------------- | ------------ | ----------------------------------------------------------------------------- | ----------- | ---- |
| 428301049  | Befestigung > Wall | Heudeber    | Burgwall „Schanzenburg“                       | undatiert    | Spornlage, nordöstlich (Lage)                                                 |             |      |
| 428301061  | Befestigung        | Langeln     | überbaute Burgstelle, „Burgstraße“            | undatiert    | nahe der Kirche, Südwestteil ()                                               |             |      |
| 428301067  | Befestigung > Burg | Stapelburg  | Burgruine                                     | undatiert    | Höhenburg, dicht nordwestlich (Lage)                                          |             |      |
| 428301072  | Befestigung > Burg | Veckenstedt | überbaute Wasserburg                          | undatiert    | ehemaliges Gut, Ilseinsel, im Ort ()                                          |             |      |
| 428301073  | Befestigung > Burg | Veckenstedt | Wüstung Wenden mit abgetragener Wendeburg     | undatiert    | im Acker, südöstlich ()                                                       |             |      |
| 428301074  | besonderer Stein   | Wasserleben | Menhir „Brotstein“                            | undatiert    | 100 m nach Ortsausgang in Richtung Veckenstedt, links an einem Feldweg (Lage) |             |      |
| 428301075  | Befestigung > Burg | Wasserleben | abgetragene Burgstelle                        | undatiert    | Höhenburg über der Ilse, südsüdwestlich (Lage)                                |             |      |
| 428301076  | Befestigung        | Wasserleben | Wüstung Huslerfeld mit abgetragenem Burghügel | Mittelalter  | im Acker, südöstlich (Lage)                                                   |             |      |